# Simurg
El simurg (del persa: سیمرغ [sīmurğ]), también conocido como simurgh, simorg, simorgh es una criatura voladora de carácter mítico y benevolente perteneciente a la mitología irania. Esta figura fue adoptada como emblema de los monarcas sasánidas.[cita requerida] Se le ha comparado con otros animales míticos semejantes como el ave fénix. Se pueden encontrar referencias literarias o manifestaciones artísticas durante todos los periodos históricos del Gran Irán.[cita requerida]

## Etimología
La palabra persa sīmurğ (سیمرغ) deriva del pahlavi sēnmurw (en pazand, sīna-mrū) y éste, a su vez, del avéstico mərəγō saēnō, que significa «ave Saēna». Esto se interpreta como el nombre de una especie de ave rapaz, atribuyéndole un origen común con el sánscrito śyená (श्येन) y el nombre propio Saēna. Sin embargo, para el poeta Farid al Din Attar (1145-1221) deriva de la frase en persa sī murğ (سی مرغ), que significa «treinta pájaros». Se basó en esta etimología para componer su obra El lenguaje de los pájaros.[cita requerida]

## Iconografía

Emblema real sasánida representando un simurg

Se sostenía que la relación entre el Simurg y Hōm era muy estrecha. Al igual que el Simurg, Hōm se representaba como un pájaro, era también mensajero y esencia de la pureza que puede sanar cualquier enfermedad o herida. Hōm, nombrado como el primer sacerdote, era presentado como esencia de la divinidad, atributo que también compartía con el Simurg. El Hōm es además el vehículo de  Farr(ah) (persa moderno:  khwarrah, avéstico,  kavaēm kharēno) ("gloria divina" o "fortuna"). Farrah a su vez representa la condición divina en la que se asentaba la autoridad real.
Se representaba como un ave reposando sobre la cabeza o el hombro de los sacerdotes y los llamados a ocupar el trono, lo que indica que ese individuo en cuestión cuenta con la aprobación de Ormuz para representarle en la tierra. Para los plebeyos, Bahram rodea de fortuna/gloria "la casa de quienes le rindan culto para la riqueza en ganado, como el gran pájaro Saena y como las nubes acuosas cubren las grandes montañas (Yasht 14.41). Como el Simurgh, Farrah también se vincula con las aguas del Vourukasha (Yasht 19.51,.56-57).

## Mitología
La mitología irania consideraba que esta ave fue tan vieja que había asistido a la destrucción del mundo en tres ocasiones. Con una existencia tan prolongada, el Simurgh había sido capaz de adquirir una gran sabiduría, hasta el punto que se creía que llegó a acumular todo el conocimiento atesorado durante todas las edades en las que vivió. Además se pensaba que estaba predestinado a una existencia de 1.700 años antes de desaparecer convertido en llamas (al igual que el ave Fénix).
El simurg fue venerado para que facilitara la purificación la tierra y el agua y por lo tanto otorgar fertilidad. Esta criatura encarnó la unión entre el cielo y la tierra, actuando como mediador y mensajero entre ambos. Anidaba gracias a una planta mítica, Hōm (Avestan: Haoma) el Árbol de la Vida, que está plantado en medio un profundísimo mar de la milogía zoroástrica (el Vourukasha). Se consideraba que debía tener tal poder curativo que llegó a ser considerada como la planta que todo lo cura además de lograr que las semillas de todas las plantas existentes se depositaran en él. Cuando el Simurgh tomaba el vuelo, las hojas del mítico árbol se sacudían, permitiendo que todas las semillas flotaran alrededor del mundo gracias a los vientos de Vayu-Vata divinidad zoroástrica relacionada con el viento y la atmósfera y las lluvias de Tishtrya, otra divinidad asociada con la lluvia y la fertilidad, de forma que, conforme a esta cosmología, hizo posible la existencia de las plantas empleadas en la curación de enfermedades.

### Tradición árabe
Simurg tiene su equivalente árabe en el mito del anqa (del árabe: العنقاء ‘al-‘anqā’’), que algunas veces se transcribe como angha. Según la tradición yaresaní, el anqa era originario de Airianem Vaeyah y reencarnó en un ángel llamado Mohammad Beg, que fue quien engendró a los primeros seres humanos, Masya y Masyanang. Esta tradición asocia al ser mitológico con el origen de la raza humana y relaciona el surgimiento de la misma con las tierras altas del Kurdistán. Otra historia cuenta que el anqa atacaba niños pequeños hasta que las súplicas de Khaled bin Sinan a Alá lo hicieron desaparecer, sobreviviendo desde entonces únicamente en imágenes, generalmente en tejidos de alfombras.

## Literatura
El pasaje más conocido en el que se alude al Simurg forma parte de la épica de Ferdousí, el Shāhnāmé (Libro de los Reyes), en donde se describe su relación con el príncipe Zal, un legendario monarca persa. Según el  Shāhnāmé, Zal, el hijo de Saam, nació albino. Cuando Saam vio que su hijo era albino, creyendo que fue engendrado por los demonios, lo abandonó en la montaña mítica Alborz.
El misericordioso Simurgh escuchó los gritos del niño desde la cima, en donde vivía, lo rescató y lo crio como propio. Zal fue criado con mucha sabiduría por el cariñoso Simurgh, pero creció y llegó el momento en que se convirtió en adulto y anheló regresar al mundo de los hombres. Aunque el Simurgh se sumió en la tristeza, le entregó tres plumas de oro para que las quemase y así poder avisarle si alguna vez necesitaba su ayuda.
Al regresar a su reino, Zal se enamoró y se casó con la hermosa Rudaba. El nacimiento de su hijo se complicó y fue terrible y prolongado. Temiendo la muerte de su esposa, Zal avisó al Simurgh. Éste le enseñó la práctica de la cesárea, lo que salvó a madre e hijo que llegó a convertirse en uno de los mayores héroes persas, Rostam.